# Enrique González Macho
Enrique González Macho (Santander, Cantàbria, 1947) és un productor i distribuïdor de cinema espanyol. Va ser president de la Acadèmia de Cinema Espanyola des d'abril de 2011 fins a febrer de 2015.

## Biografia
Va estudiar en el Liceu Francès de Madrid i va començar les carreres d'arquitectura i econòmiques. El 1976 va adquirir la productora Alta Films, a més és propietari de la cadena de cinemes Renoir, amb presència en sis ciutats espanyoles, i soci del portal Filmin.
El 10 d'abril de 2011 va ser elegit president de la Acadèmia de les Arts i les Ciències Cinematogràfiques d'Espanya, enfront de Bigas Luna. sent reelegit el 24 de maig de 2014 enfront de la productora Piluca Baquero a qui va aconseguir imposar-se amb el triple de vots
El 1998 li va ser lliurat el Premi Nacional de Cinematografia, també va ser nomenat Cavaller de l'Orde de les Arts i Lletres per part del govern de França, en reconeixement del seu suport a la cinematografia europea.
En la 56a edició de la Seminci, va ser guardonat amb l'Espiga d'Honor.
El 2017, la Fiscalia Provincial de Madrid va sol·licitar dos anys de presó i un milió d'euros de multa per a ell per "manipular" el nombre d'espectadors en l'exhibició de la pel·lícula La Isla Interior per a obtenir subvencions. González Macho hauria comunicat una "dada irreal" d'espectadors corresponent a les sessions matinals als cinemes Renoir, un "número ingent" que fins i tot superava als de les sessions de tarda. Gràcies a aquests suposats espectadors, Juan Romero Iglesias, productor de La Isla Interior, hauria aconseguit els 293.326,83 euros que va obtenir com a subvenció per a l'empresa Mecanismo Films S.L.
El 28 de desembre de 2019 el Jutjat penal número 20 de Madrid va absoldre al productor, exhibidor i distribuïdor Enrique González Macho dels delictes de frau de subvencions i falsedat documental dels quals estava acusat per manipular suposadament el nombre d'espectadors de la pel·lícula La isla interior per a obtenir ajudes.

## Presidència de l'Acadèmia de Cinema
Va substituir en el càrrec al director Álex de la Iglesia que va abandonar el lloc per desacords sobre la "Llei Sinde" amb Ángeles González-Sinde, filla del fundador de l'Acadèmia i llavors ministra de Cultura. González-Macho va expressar el seu suport a aquesta llei des de la presentació de la seva candidatura, en la qual va declarar que el model actual de cinema a Espanya està "obsolet" però que no obstant això, “Internet continua tenint una funció parasitària”. També va afirmar que el paper de l'Acadèmia no havia de ser polític.
El 14 de desembre de 2011, en un esmorzar organitzat pel Foro de la Nueva Cultura, va criticar durament al president del Govern en funcions, José Luis Rodríguez Zapatero. González-Macho va qualificar de "sagnant" que el PSOE no aprovés la llei Sinde "pel temor a la reacció d'alguns delinqüents en internet" i va afegir que "si aquesta és la manera de governar, perquè llevin vostès els impostos i l'IVA, que és una mesura molt populista i també dona molts vots".
En el seu discurs de la gala de Goya de 2012 va declarar que "Internet no és una alternativa ni substitut, ni tan sols un complement a l'enorme esforç econòmic que suposa produir cinema". La seva visió d'internet i la indústria va ser criticada posteriorment per l'associació de consumidors FACUA i la Associació d'Internautes.
El 19 de febrer de 2015 va presentar la seva dimissió de l'Acadèmia, al·legant "motius estrictament personals".

## Acusació de frau de les ajudes al cinema espanyol
El 2015 el diari El País revela les pràctiques fraudulentes d'alguns distribuïdors i productors de cinema espanyol que van falsejar el nombre d'espectadors i ingressos en taquilla de les seves pel·lícules amb la finalitat de cobrar subvencions del Ministeri de Cultura. A González Macho se li imputa un frau de 731.900 euros.
En 2017 la Fiscalia de Madrid demana per a González Macho i el productor de cinema Juan Romero Iglesias dos anys de presó i la devolució al Ministeri de Cultura de 272.695,99 euros que van rebre com a subvenció.
El 28 de desembre de 2019 el Jutjat penal número 20 de Madrid va absoldre al productor, exhibidor i distribuïdor Enrique González Macho dels delictes de frau de subvencions i falsedat documental dels quals estava acusat per manipular suposadament el nombre d'espectadors de la pel·lícula La isla interior per a obtenir ajudes. El 3 de gener de 2020 fou tornat a absoldre de la mateixa acusació, aquest cop per la pel·lícula Rosa y negro.

## Filmografia com a productor
| Any  | Pel·lícula                     | Director                           | Funció            |
| ---- | ------------------------------ | ---------------------------------- | ----------------- |
| 2012 | Miel de naranjas               | Imanol Uribe                       | productor         |
| 2011 | El páramo                      | Jaime Osorio Márquez               | coproductor       |
| 2011 | ¿Para qué sirve un oso?        | Tom Fernández                      | productor         |
| 2007 | El romance de Astrea y Celadón | Éric Rohmer                        | coproductor       |
| 2007 | Tocar el Cielo                 | Marcos Carnevale                   | productor adjunto |
| 2007 | Dot.com                        | Luís Galvão Teles                  | coproductor       |
| 2007 | Fuerte Apache                  | Mateu Adrover                      | productor         |
| 2006 | La noche de los girasoles      | Jorge Sánchez-Cabezudo             | productor         |
| 2005 | La noche del hermano           | Santiago García de Leániz          | coproductor       |
| 2005 | Aislados                       | David Marqués                      | productor         |
| 2004 | Triple agent                   | Éric Rohmer                        | coproductor       |
| 2003 | Te doy mis ojos                | Icíar Bollaín                      | coproductor       |
| 2002 | Novo                           | Jean-Pierre Limosin                | productor adjunto |
| 2002 | Rencor                         | Miguel Albaladejo                  | productor         |
| 2001 | Lena                           | Gonzalo Tapia                      | productor         |
| 2000 | Divertimento                   | José García Hernández              | productor         |
| 1999 | Un banco en el parque          | Agustí Vila                        | productor adjunto |
| 1999 | Marta y alrededores            | Nacho Pérez de la Paz i Jesús Ruiz | productor         |
| 1999 | Las huellas robadas            | Enrique Gabriel                    | productor         |
| 1999 | Sí, quiero...                  | Eneko Olasagasti i Carlos Zabala   | productor adjunt  |
| 1999 | Lisboa                         | Antonio Hernández                  | productor adjunt  |
| 1996 | Malena es un nombre de tango   | Gerardo Herrero                    | productor adjunto |
| 1996 | Éxtasis                        | Mariano Barroso                    | productor adjunt  |